# Анна Катрін Делунч
Анна Катрін Делунч (фр. Anne Catherine; нар. 5 листопада 1978, Оберне, департамент Нижній Рейн, регіон Ельзас) — французька борчиня вільного стилю, бронзова призерка чемпіонату світу, бронзова призерка чемпіонату Європи, срібна призерка Середземноморських ігор.

## Біографія
Боротьбою почала займатися з 1994 року. Була чемпіонкою (1997) та двічі срібною призеркою (1996, 1998) чемпіонатів Європи серед юніорів. Тренер — Жерар Санторо (з 2002).

## Спортивні результати на міжнародних змаганнях

### Виступи на Чемпіонатах світу
| Змагання                        | Збірна  | Вагова категорія          | Місце  |
| ------------------------------- | ------- | ------------------------- | ------ |
| Чемпіонат світу з боротьби 1999 | Франція | жіноча боротьба, до 51 кг | 7      |
| Чемпіонат світу з боротьби 2000 | Франція | жіноча боротьба, до 51 кг | 14     |
| Чемпіонат світу з боротьби 2003 | Франція | жіноча боротьба, до 51 кг | 6      |
| Чемпіонат світу з боротьби 2005 | Франція | жіноча боротьба, до 48 кг | 17     |
| Чемпіонат світу з боротьби 2006 | Франція | жіноча боротьба, до 48 кг | 22     |
| Чемпіонат світу з боротьби 2007 | Франція | жіноча боротьба, до 51 кг | Бронза |

### Виступи на Чемпіонатах Європи
| Змагання                         | Збірна  | Вагова категорія          | Місце  |
| -------------------------------- | ------- | ------------------------- | ------ |
| Чемпіонат Європи з боротьби 1999 | Франція | жіноча боротьба, до 51 кг | 4      |
| Чемпіонат Європи з боротьби 2000 | Франція | жіноча боротьба, до 51 кг | 4      |
| Чемпіонат Європи з боротьби 2003 | Франція | жіноча боротьба, до 51 кг | 4      |
| Чемпіонат Європи з боротьби 2005 | Франція | жіноча боротьба, до 48 кг | Бронза |
| Чемпіонат Європи з боротьби 2006 | Франція | жіноча боротьба, до 48 кг | 7      |
| Чемпіонат Європи з боротьби 2007 | Франція | жіноча боротьба, до 48 кг | 11     |

### Виступи на Середземноморських іграх
| Змагання                    | Збірна  | Вагова категорія          | Місце  |
| --------------------------- | ------- | ------------------------- | ------ |
| Середземноморські ігри 2005 | Франція | жіноча боротьба, до 48 кг | Срібло |

### Виступи на Кубках світу
| Змагання                    | Збірна  | Вагова категорія          | Місце |
| --------------------------- | ------- | ------------------------- | ----- |
| Кубок світу з боротьби 2005 | Франція | жіноча боротьба, до 48 кг | 4     |

### Виступи на інших змаганнях
| Змагання                               | Збірна  | Вагова категорія          | Місце  |
| -------------------------------------- | ------- | ------------------------- | ------ |
| Austrian Ladies Open 1997              | Франція | жіноча боротьба, до 56 кг | 5      |
| Austrian Ladies Open 2003              | Франція | жіноча боротьба, до 48 кг | 7      |
| Міжнародний меморіал Дейва Шульца 2006 | Франція | жіноча боротьба, до 48 кг | 4      |
| Гран-прі Німеччини з боротьби 2006     | Франція | жіноча боротьба, до 48 кг | Золото |
| Austrian Ladies Open 2006              | Франція | жіноча боротьба, до 48 кг | Бронза |
| Klippan Lady Open 2007                 | Франція | жіноча боротьба, до 48 кг | Золото |
| Austrian Ladies Open 2007              | Франція | жіноча боротьба, до 51 кг | Срібло |

### Виступи на змаганнях молодших вікових груп
| Змагання                                       | Збірна  | Вагова категорія          | Місце  |
| ---------------------------------------------- | ------- | ------------------------- | ------ |
| Чемпіонат Європи з боротьби серед юніорів 1996 | Франція | жіноча боротьба, до 56 кг | Срібло |
| Чемпіонат Європи з боротьби серед юніорів 1997 | Франція | жіноча боротьба, до 54 кг | Золото |
| Чемпіонат Європи з боротьби серед юніорів 1998 | Франція | жіноча боротьба, до 54 кг | Срібло |
| Чемпіонат світу з боротьби серед юніорів 1998  | Франція | жіноча боротьба, до 54 кг | 4      |